# PY Андромеды
PY Андромеды (лат. PY Andromedae), HD 3322 — двойная звезда в созвездии Андромеды на расстоянии приблизительно 694 световых лет (около 213 парсеков) от Солнца. Видимая звёздная величина звезды — от +6,05m до +6,02m. Орбитальный период — около 399,6 суток (1,094 года).

## Характеристики
Первый компонент — бело-голубой гигант, вращающаяся переменная звезда типа Альфы² Гончих Псов (ACV) спектрального класса B8IIIpHgMn, или B8,5IIIpHgMn, или B8. Масса — около 3,999 солнечных, радиус — около 3,389 солнечных, светимость — около 128,43 солнечных. Эффективная температура — около 12400 К.
Второй компонент — коричневый карлик. Масса — около 61,13 юпитерианских. Удалён на 2,374 а.е..